# Frankenia laevis
Frankenia laevis é uma espécie de planta com flor, perene, pertencente à família Frankeniaceae.

## Descrição
Planta perene com ramos de até 40 cm, estendidos e que formam matas. Folhas lineares, de margens enroladas, opostas, por vezes com uma corteza branca. Flores esbraquiçadas, solitárias ou em inflorescências no extremo dos talos e ramos. O cálice é tubular, com 4-5 dentes, quase glabro ou com pêlos muito curtos; 4-5 pétalas, obovadas, de 4 a 6 mm. Floresce desde o fim da Primavera e durante o Verão.

## Habitat
Em zonas seixosas e em areias marítimas, marismas salinos secos.

## Distribuição
Pode ser encontrada em Portugal, Espanha, França, Grã-Bretanha e Itália.